# 동갑내기 과외하기 레슨 2
《동갑내기 과외하기 레슨 2》는 2007년 4월 19일에 개봉한 대한민국의 영화 작품이다.

## 캐스팅
- 이청아 : 기타노 준꼬 역
- 박기웅 : 허종만 역
- 이영하 : 허하룡 역
- 조달환 : 선풍기 역
- 윤영삼 : 성문란 역
- 장영란 : 희정 역
- 양금석 : 동욱 모 역
- 줄리안 : 조지 브라운 역
- 최일화 : 준꼬 부 역
- 오건우 : 박준태 역
- 백승우 : 이동욱 역
- 신정근 : 영상 교수 역
- 이동진 : 퀴즈대회 사회자 역
- 주연 : 아즈미 역
- 이원장 : 분식집 종업원 역
- 양진우 : 정우성 역 (우정출연)
- 김하준 : 어린 종만 역 (우정출연)
- 양주희 : 어린 준꼬 역 (특별출연)

## 같이 보기
- 《동갑내기 과외하기》 - 전편